# Посидип (песник)
Посидип из Касандреје (грч. Ποσειδιππος ο Κασσανδρευς, Poseidippos ho Kassandreus; 316 – око 250. пре нове ере) био je грчки комични песник Нове комедије.

## Биографија
Био је син Киниска, Македонца који је живео у Атини. Своју прву драму извео је треће године након Менандрове смрти (289. пре Христа). Према Аулу Гелију, латински комични песници су опонашали Посидипа. Његов успех је приказан кроз прелепи портрету и статуу у седећем положану која се данас налази у Ватикану, акоја се сматра ремек делом класичне уметности.
Проучавајући Посидипов језик, Август Мајнеке је открио неке нове речи и старе речи употребљене у новом смислу, потпуно непознате најбољим атичким писцима.
Енциклопедија Суда наводи да је Посидип написао четрдесет драма, од којих је сачувано следећих осамнаест наслова (заједно са припадајућим фрагментима).
Посидип у Порнобоску, каже: „Човек који никада није отишао на море никада није доживео бродолом. Али ми смо били јаднији од мономаха.“

## Дела
- Ἀναβλέπων  (Anablepon) — The One Who Sees Again
- Ἀποκλειομένη  (Apokleiomene) — The Barred Woman
- Γαλάτης  (Galates) — The Gaul
- Δήμοται  (Demotai) — Citizens
- Ἑρμαφρόδιτος (Hermaphroditos) — The Hermaphrodite
- Ἐπίσταθμος  (Epistathmos) — Harmost или Symposiarch
- Ἐφεσία  (Ephesia) — The Ephesian Girl
- Κώδων  (Codon) — The Bell
- Λοκρίδες  (Locrides) — The Locrian Women
- Μεταφερόμενοι  (Metapheromenoi) — The Transported Ones
- Μύρμηξ  (Myrmex) — The Ant
- Ὅμοιοι  (Homoioi) — People Who Resemble Each Other
- Παιδίον  (Paidion) — The Little Child
- Πορνοβοσκός  (Pornoboscos) — The Pimp
- Σύντροφοι  (Syntrophoi) — Comrades
- Φιλόσοφοι  (Philosophoi) — Philosophers
- Φιλοπάτωρ  (Philopator) — The Father-loving
- Χορεύουσαι  (Choreuousai) — Dancing Girls